# Stylogaster obscurinotum
Stylogaster obscurinotum är en tvåvingeart som beskrevs av Krober 1936. Stylogaster obscurinotum ingår i släktet Stylogaster och familjen stekelflugor. Inga underarter finns listade i Catalogue of Life.